# Sylvain Itkine
Sylvain Itkine, né le 8 décembre 1908 à Paris et mort le 20 août 1944 à Saint-Genis-Laval, est un acteur, auteur dramatique, metteur en scène et directeur de troupe français. Militant trotskiste, un temps franc-maçon, il entre dans la Résistance durant la Seconde Guerre mondiale. Dénoncé par un agent infiltré, il est arrêté en aout 1944, torturé par la Gestapo de Lyon et aurait été fusillé sans avoir parlé.

## Biographie

### Famille
Sylvain Itkine est le second fils de Daniel Itkine, juif originaire de Kaunas en Lituanie exerçant la profession d'ouvrier joaillier, et de Rachel Braunstein, Française d'origine russe. Il a un frère aîné, Lucien Itkine (1905-1945), scientifique, et une sœur cadette, Georgette Itkine (1918-1981), également militante et épouse d'Elio Gabaï.

### Jeunesse et formation
En 1917, Sylvain Itkine obtient une bourse de sixième et entre au lycée Condorcet. Il interrompt ses études à la fin de la troisième, âgé de quatorze ans, et entre en apprentissage chez un artisan sertisseur.
Passionné de théâtre, il fréquente la Comédie-Française et devient membre d'une compagnie amateur (la « Compagnie de l'Oncle Emile », où il met en scène L'Avare, jouant lui-même le rôle d'Harpagon. Avec l'aide d'un cousin, il entre au cours Simon à dix-sept ans et finit par quitter l'atelier de sertissage où il a passé quatre ans. Il participe ensuite à des tournées théâtrales.

### Années 1930
Sylvain Itkine milite dans des mouvements d'extrême-gauche. En 1934, il signe un « Appel à la lutte » pour l'unité d'action des organisations ouvrières.
Ami de Paul Éluard et d'André Breton, il fréquente le groupe des surréalistes et fait partie du « groupe Mars » (avec Francis Lemarque, Yves Deniaud, Frédéric O'Brady), groupe de théâtre ouvrier, proche du groupe Octobre de Jacques Prévert et du jeune Jean-Louis Barrault au Grenier des Grands-Augustins. Adepte de l'agit-prop, le groupe participe aux grèves de 1936, jouant dans les usines occupées.
Itkine créée ensuite sa propre troupe, Le Diable Ecarlate, et met plusieurs pièces en scène pour l'Exposition Internationale de 1937, notamment d'Alfred Jarry.
Au cinéma, il apparaît dans des seconds rôles dans plusieurs films de Jean Renoir dont Le Crime de monsieur Lange (1935) et La Grande Illusion (1937).

### Seconde Guerre mondiale
Il est mobilisé en septembre 1939, mais échappe aux Allemands lors de la défaite de mai-juin 1940. Peu après le début de l'occupation de la zone Nord, il part en zone non occupée, à Marseille, où il crée avec des amis et des membres de sa famille (Georgette et Elio Gabaï) une société coopérative alimentaire, « Le Fruit mordoré » (ultérieurement appelée « Croque-Fruits »). L'entreprise, fondée sur l'égalité des salaires (sauf pour trois directeurs) connaît un grand succès et emploie jusqu'à 200 personnes, dont pas mal de clandestins juifs. Son activité prend fin avec l'arrivée des Allemands en zone non occupée (novembre 1942).
Durant cette période, il écrit deux pièces de théâtre. Il apparaît sur scène dans le cadre de la compagnie créée par Marcel Lupovici à Aix-en-Provence dans Le Songe d'une nuit d'été.
En 1943, sous le pseudonyme de « Maxime », Sylvain Itkine entre dans le réseau de renseignement des Mouvements unis de la Résistance (MUR), où il est chargé de l'identification et de l'exécution d'agents allemands (réseau Kasanga). Quelques jours après l'arrestation de son frère Lucien (le 27 juillet 1944), il est lui-même arrêté le 1er août à Lyon, du fait d'un agent infiltré par la Gestapo dans le réseau (Claire Hettiger, qui sera condamnée à mort, puis graciée). Interrogé sous la torture par la Gestapo, il est officiellement fusillé le 20 août au fort de Côte-Lorette à Saint-Genis-Laval,, mais il est possible qu'il soit mort à Lyon sous la torture ou en conséquence de la torture. Faisant partie du dernier convoi de déportation français, son frère Lucien ne reviendra pas de Birkenau.

## Hommage
Sylvain Itkine figure en tant que franc-maçon, membre de la loge « Thélème », sur le monument Aux victimes de la barbarie nazie et du régime pétainiste dans le hall du Grand Orient de France, rue Cadet à Paris.

## Théâtre

### Comédien
- 1931 : Lanceurs de graines de Jean Giono
- 1931 : Le Viol de Lucrèce d'André Obey d'après William Shakespeare, théâtre du Vieux-Colombier
- 1934 : Le Coup de Trafalgar de Roger Vitrac, mise en scène de Marcel Herrand, Théâtre de l'Atelier à Paris[5] : Monsieur Peigne
- 1936 : Les Innocentes de Lillian Hellman
- 1937 : Rêves sans provision de Ronald Gow d'après Walter Greenwood, mise en scène d'Alice Cocéa, Comédie des Champs-Élysées
- 1939 : Baignoire B de Maurice Diamant-Berger, mise en scène de Jean Wall, théâtre Marigny
- 1942 : Le Songe d'une nuit d'été de William Shakespeare, mise en scène de Marcel Lupovici

### Metteur en scène
- 1937 : Ubu enchaîné et L'Objet aimé d'Alfred Jarry, Théâtre de l'Exposition universelle de 1937
- 1938 : Le Misanthrope de Molière avec Jean-Louis Barrault, théâtre des Ambassadeurs
- 1938 : Le Coup de Trafalgar de Roger Vitrac, théâtre des Ambassadeurs
- 1938 : Pasiphaé de Henry de Montherlant, théâtre Pigalle
- 1939 : Poésie involontaire et poésie intentionnelle, spectacle de poésies et chansons, avec notamment Paul Éluard

## Filmographie
- 1926 : Le Roman de Renard, dessin animé de Ladislas Starewitch : le loup (voix)
- 1931 : La Chienne de Jean Renoir : l'avocat
- 1934 : C'est demain dimanche, court métrage de Jacques Lemare
- 1934 : Un chien qui raccroche, moyen métrage de Santiago Ontario et R. Soriano
- 1934 : Le Bonheur de Marcel L'Herbier : Un journaliste
- 1935 : Le Crime de monsieur Lange de Jean Renoir : le cousin de Batala[6]
- 1936 : La vie est à nous de Jean Renoir : un comptable
- 1936 : Nuits de feu de Marcel L'Herbier
- 1937 : La Dame de pique de Fedor Ozep
- 1937 : La Grande Illusion de Jean Renoir : Demolder
- 1937 : Gueule d'amour de Jean Grémillon
- 1937 : Un déjeuner de soleil de Marcel Cravenne (assistant réalisateur)
- 1937 : J'accuse d'Abel Gance
- 1937 : Éducation de prince d'Alexander Esway : le professeur Méhara
- 1938 : Hercule d'Alexander Esway et Carlo Rim : l'amateur de mots croisés
- 1938 : Je chante de Christian Stengel
- 1939 : Le Père Lebonnard de Jean de Limur : le marquis de Roccaforte
- 1939 : Battement de cœur d'Henri Decoin : le premier voleur
- 1939 : Les Musiciens du ciel de Georges Lacombe
- 1939 : De Mayerling à Sarajevo de Max Ophüls